# Бабб, Уолли
Уолтер Делвилл Н. (Уолли) Бабб (англ. Walter Delville N. (Wallie) Babb; 3 декабря 1940, Китве-Нкана, Коппербелт — 1999, Португалия) — северородезийский легкоатлет, выступавший в барьерном беге. Участник летних Олимпийских игр 1964 года.

## Биография
Уолли Бабб родился 3 декабря 1940 года в посёлке Китве-Нкана в Северной Родезии (сейчас город в Замбии).
В 1964 году вошёл в состав сборной Северной Родезии на летних Олимпийских играх в Токио. В беге на 110 метров с барьерами занял в четвертьфинале последнее, 7-е место, показав результат 14,80 секунды и уступив 0,27 секунды попавшему в полуфинал с 3-го места Хироказу Ясуде из Японии.
Стал первым и к 2021 году остаётся единственным замбийским легкоатлетом, выступавшим в беге на 110 метров с барьерами на летних Олимпийских играх.
Умер в 1999 году в Португалии.

## Личный рекорд
- Бег на 110 метров с барьерами — 14,5 (1964)[4]